# 3103-as mellékút (Magyarország)
A 3103-es számú mellékút egy körülbelül 22,5 kilométer hosszú mellékút Budapest, illetve Pest vármegye területén, a kelet-pesti agglomeráció települései között fontos összekötő út nagyjából délkelet-északnyugati irányban.

## Nyomvonala
A 31-es főútból ágazik ki Budapest XVII. kerületében, Rákoskeresztúr városrészben (Pesti út); kilométer-számozását a kira.gov.hu adatbázisa csak Budapest határától jelöli, amire odáig elér, már 4,6 kilométer megtételén van túl (a Budapesten belüli közút-szakaszok fővárosi önkormányzati útnak minősülnek). Első szakasza a Csabai út, majd a Péceli út nevet viseli, közben a Zrínyi utca és a Czeglédi Mihály út keresztezése között rövid közös szakasza van a 3101-es úttal.
Teljes egészében Budapest területén helyezkedik az M0-s autóúttal alkotott csomópontja, nagyjából a körgyűrű 51+700-as kilométerszelvényénél. Ezen a szakaszon az út keleti irányba halad; mindkét M0-pályatest átkötő ágai körforgalomban találkoznak a 3103-assal, de a Budakalász felől ide átkötő 90 832-es út észak felől érkezik be a nyugati körforgalomba, és az átellenes oldalon ágazik ki a 3103-asról Törökbálint felé vezető 90 833-as út, míg a túlsó oldalon, a keleti körforgalomban mindkét ág annak déli oldalához csatlakozik (90 831 Budakalász felé, 90 829 Törökbálint felől).
Budapestről Pécel területére lép át; a 6+700-as kilométerszelvényénél, a Ráday Gedeon tér körforgalmába beletorkollik dél felől a 31 102-es út, amely szinte azonnal ki is ágazik tovább észak felé. Végighalad Pécelen, majd a település keleti szélén, a 9+500-as kilométerszelvénynél – itt már majdnem észak felé haladva – keresztezi a Budapest–Sátoraljaújhely-vasútvonalat és egyben Isaszeg határát.
Körülbelül a 11+700-as kilométerszelvényénél találkozik a nyugat felől érkező 3102-es úttal, amely itt a 12+500-as kilométerénél tart. A találkozás egy terebélyes deltacsomóponttal történik, melynek déli átkötő ága a 31 603-as számot viseli. A 3102-esnek és a 3103-asnak innentől kilométereken át közös szakasza következik, kezdetben a 3103-as eddigi északi irányát követve, majd azt egyre inkább keletire váltva, a Rákos-patak és a hatvani vasút mellett, azokkal párhuzamosan, Rákóczi út néven. A két út közös szakasza a 3103-as kilométer-számozása szerint nagyjából 13,8 kilométer után keresztezi a vasutat, majd a Rákos-patakot is és eltávolodik azoktól. A folytatásban Isaszeg északi részén húzódnak, még mindig együtt, mígnem a 15. kilométere közelében, egy körforgalmú csomópontban szétválnak egymástól.
Ebből a körforgalomból a 3103-as Kossuth Lajos utca néven megy tovább, észak-északkeleti irányban. A 15+500-as kilométerszelvénye közelében kiágazik belőle nyugat felé a 31 302-es út. A 18+350 kilométerszelvény után lép át Gödöllőre, ahol keresztezi a vasutat, elhalad Gödöllő-Állami telepek megállóhely mellett, majd eltávolodik a sínektől. Utolsó szakaszán, 22,2 kilométer után kiágazik belőle a 90 034-es út, kelet-északkelet felé. Isaszegi út néven ér véget Gödöllő belterületén, az Ady Endre sétányba torkollva. Teljes hossza, az országos közutak térképes nyilvántartását szolgáló kira.gov.hu adatai szerint 22,457 kilométer.

## Települések az út mentén
- Budapest XVII. kerülete
- Pécel
- Isaszeg
- Gödöllő